# Ioga da deidade

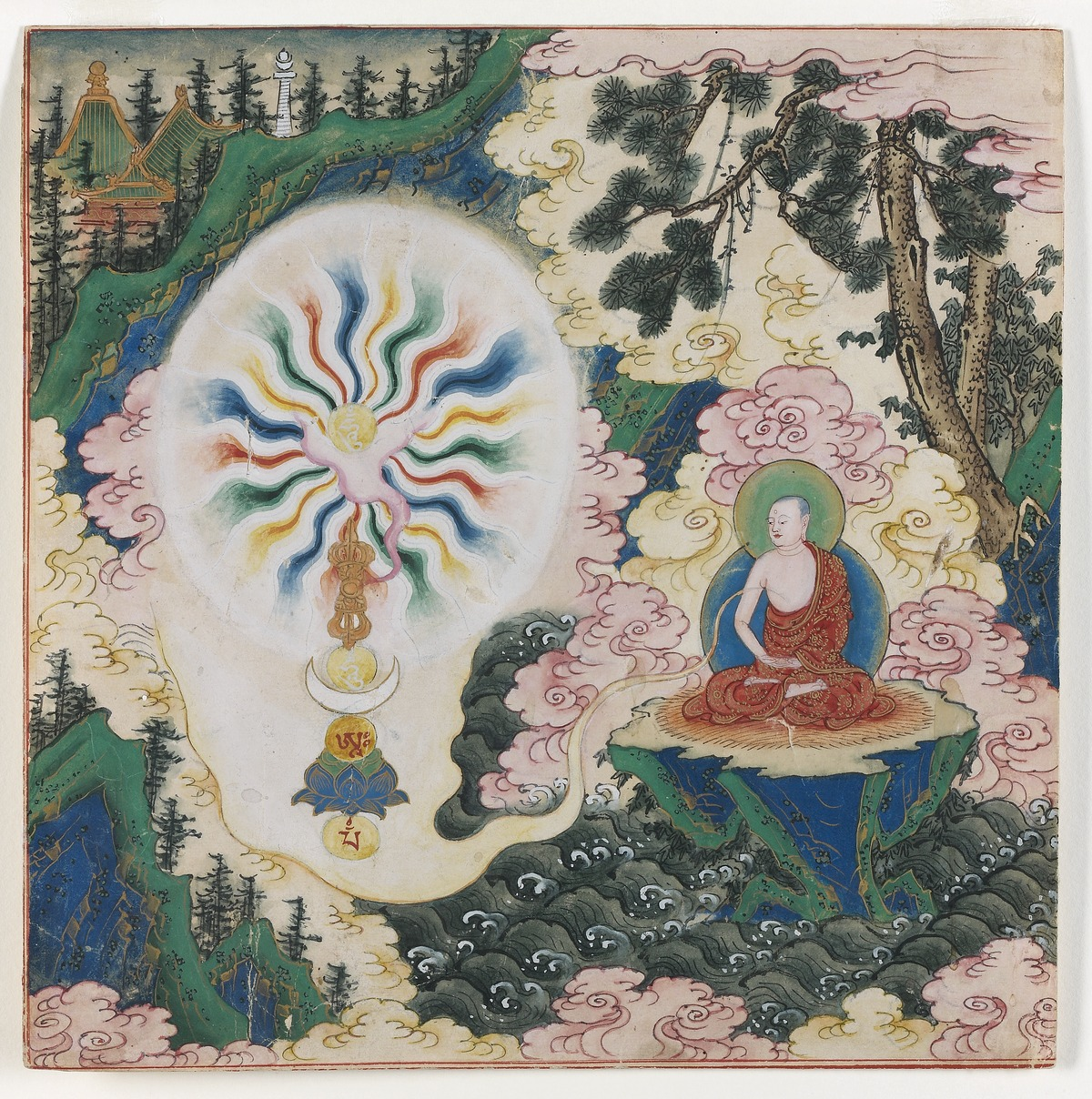
Uma miniatura mongol do século XVIII que mostra um monge gerando uma visualização tântrica.

Uma representação japonesa da Tríade de Amida em forma de Sílaba Semente (escrita siddham). Visualizar deidades na forma de sílabas sementes é uma meditação vajrayana comum. No Shingon, uma das práticas mais comuns é o Ajikan (阿字觀), meditando na sílaba A.

A prática fundamental do Vajrayana e do tantra tibetano é o ioga da deidade (devatayoga), meditação sobre uma deidade escolhida ou "divindade querida" (sânsc. Iṣṭa-devatā, Tib. yidam), que envolve a recitação de mantras, orações e visualização da deidade, a mandala associada do campo de Buda da deidade, juntamente com consortes e Budas e bodisatvas assistentes. De acordo com o estudioso tibetano Tsongkhapa, o ioga da deidade é o que separa o Tantra da prática do Sutra.
Nos Tantras Iogas Insuperáveis, a forma tântrica mais difundida no budismo indo-tibetano, este método é dividido em dois estágios, o estágio de geração (utpatti-krama) e o estágio de completude (nispanna-krama). No estágio de geração, a pessoa dissolve sua realidade na vacuidade e medita na mandala da deidade, resultando na identificação com essa realidade divina. No estágio de completude, a imagem divina junto com o corpo sutil é aplicada à realização da vacuidade luminosa.
O estudioso tântrico indiano Ratnākaraśānti (c. 1000 EC) descreve a prática de cultivo do estágio de geração assim:

[Toda aparência fenomênica tendo surgido como mente, esta mesma mente é [entendida como] produzida por um erro (bhrāntyā), isto é, a aparência de um objeto onde não há objeto a ser apreendido; averiguando que isso é como um sonho, para abandonar esse erro, todas as aparências de objetos que são azuis e amarelos e assim por diante são abandonadas ou destruídas (parihṛ-); então, a aparência do mundo (viśvapratibhāsa) que se verifica ser a própria pessoa (ātmaniścitta) é vista como o céu imaculado em um dia de outono ao meio-dia: sem aparência, pura luminosidade sem fim.
Essa dissolução na vacuidade é seguida pela visualização da deidade e o ressurgimento do iogue como a deidade. Durante o processo de visualização da deidade, esta deve ser imaginada como não sólida ou tangível, como "vazia, mas aparente", com o caráter de uma miragem ou de um arco-íris. Essa visualização deve ser combinada com o "orgulho divino", que é "o pensamento de que alguém é a própria deidade que está sendo visualizada". O orgulho divino é diferente do orgulho comum porque se baseia na compaixão pelos outros e na compreensão da vacuidade.
Após o domínio do "estágio de geração", pratica-se o estágio de "perfeição" ou "completude". O comentarista indiano Buddhaguhya (c.700 EC), em seu comentário sobre o Mahavairocana Tantra, descreve as práticas do "estágio de perfeição" assim:

Primeiro você deve atualizar todos os quatro ramos da recitação por um tempo como antes, e então analisar a manifestação da cor criada (parikalpita), forma, e assim por diante, de sua deidade tutelar que é idêntica a você, quebrando-os em átomos. Ou também é aceitável fazer isso por meio do raciocínio que não é nascido e que não é surgido desde o início, ou similarmente por meio da técnica de atrair a energia vital (prana) através do ioga de voltar sua mente para dentro, ou pelo meio de não focar em sua aparência [como cor e forma]. De acordo com essa percepção, você deve então atualizar a mente que é apenas autoconsciente, livre da imagem corporal de sua deidade tutelar e sem aparência [como sujeito e objeto], e recitar mentalmente seu mantra vidya conforme apropriado.
O tibetólogo David Germano descreve dois tipos principais de prática de completude: uma contemplação sem forma e sem imagens sobre a natureza vazia última da mente e vários iogas que fazem uso do corpo sutil para produzir sensações energéticas de beatitude e calor.
Os sistemas de iogas do corpo sutil como os Seis Darmas de Naropa e os Seis Yogas de Kalachakra fazem uso de esquemas energéticos da psicofisiologia humana compostos de "canais de energia" (sânsc. nadi, tib. rtsa ), "ventos" ou correntes (sânsc. vayu, tib. rlung ), "gotas" ou partículas carregadas (sânsc. bindu, tib. thig le) e chacras ("rodas"). Essas energias sutis são vistas como "montarias" para a consciência, o componente físico da percepção. Elas são engajados por vários meios, como pranaiama (controle da respiração) para produzir experiências de beatitude que são então aplicadas à realização da realidade última.
Outros métodos associados ao estágio de completude no budismo tibetano incluem o ioga dos sonhos (que se baseia em sonhos lúcidos), práticas associadas ao bardo (o estado intermediário entre a morte e o renascimento), a transferência de consciência (phowa), a identificação com a luminosidade da mente (ösel), o atingimento de um corpo ilusório puro (gyulü) e o chöd, em que o iogue oferece cerimonialmente seu corpo em uma visualização como sendo despedaçado, para ser comido por todos os seres (tanto deuses quanto demônios) em um banquete ritual simbólico.

Segundo o 14º Dalai Lama, concentrar a visualização de uma deidade proporciona uma apreensão suprema da vacuidade, diferente da vacuidade dos fenômenos, pois esses últimos são transitórios, enquanto a manifestação da deidade continua como forma permanente na base da mente até a realização da Natureza de Buda:
"No geral, a vacuidade depende de um objeto ou fenômeno específico. Se o objeto é transitório ou adventício, então sua vacuidade, embora não condicionada, cessará de existir quando o objeto cessar. Em outras palavras, se o fenômeno cessa, sua natureza vazia também cessa. Portanto, um motivo pelo qual praticamos yoga da deidade e visualizamos a "forma permanente" de uma deidade é que, em nossa imaginação, a deidade continua e não perece. Assim, se tomarmos a forma pura de uma deidade como base e realizarmos sua natureza vazia, essa vacuidade se tornará o svabhavikakaya, o "corpo da essência natural" de um buda. De outro modo, se tomarmos algum fenômeno impuro como base para realizar a vacuidade, embora a vacuidade seja a mesma, o fenômeno não continuará até o estado de buda, tampouco a vacuidade."

## Imagens e rituais

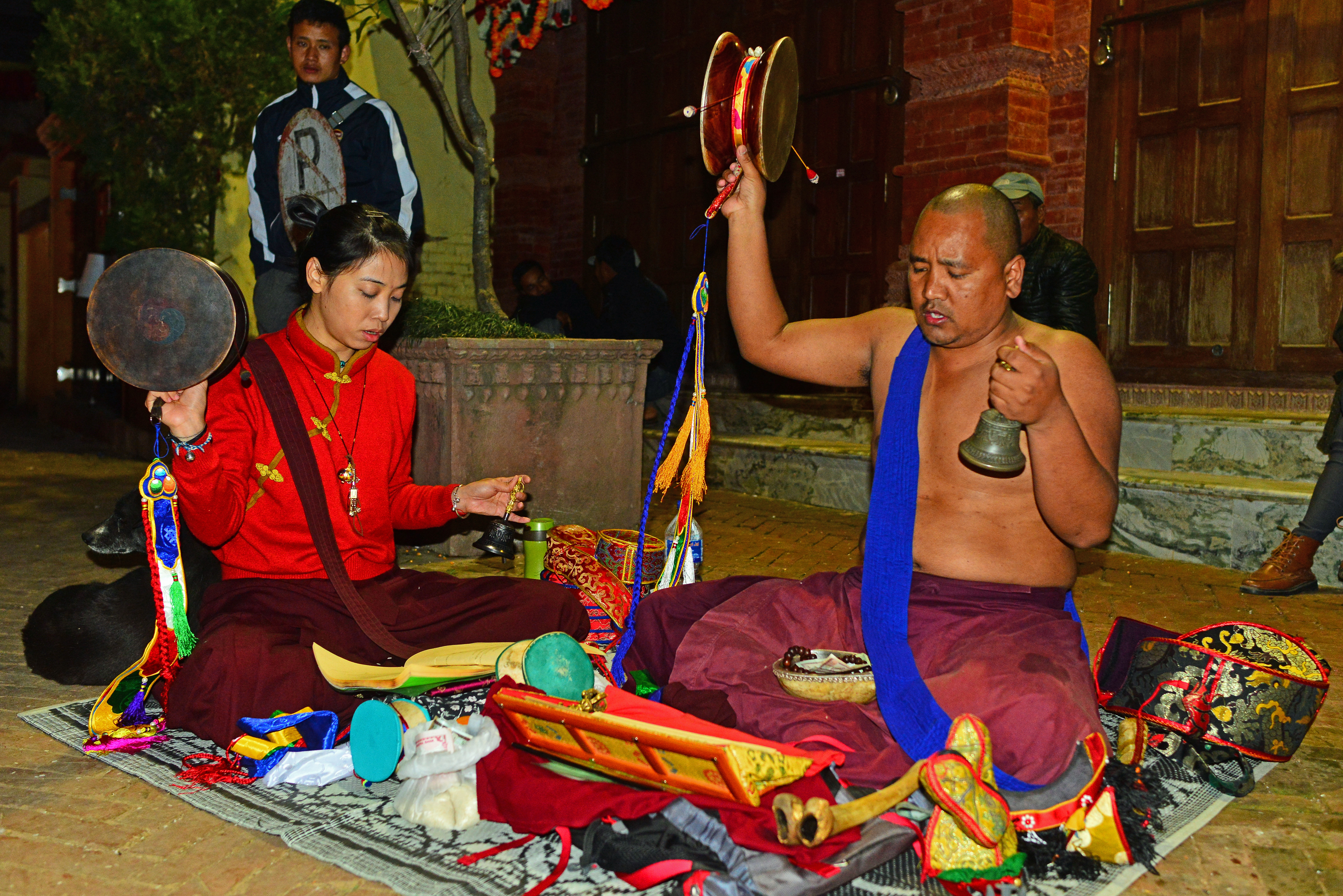
Ritual de chöd, observe o uso de damaru e sino de mão, bem como o kangling (trompete de osso da coxa)

Representações da deidade, como estátuas (murti), pinturas (thangka) ou mandala, são frequentemente empregadas como auxílio à visualização, no ioga da deidade. O uso de recursos visuais, particularmente diagramas microcósmicos/macrocósmicos, conhecidos como "mandalas", é outra característica única do Tantra budista. Mandalas são representações simbólicas do espaço sagrado dos Budas e Bodisatvas despertos, bem como do funcionamento interno da pessoa humana. O simbolismo macrocósmico da mandala, então, também representa as forças do corpo humano. O tantra explicativo do Guhyasamaja tantra, o Vajramala, afirma: "O corpo se torna um palácio, a base sagrada de todos os Budas".
Todo ritual na prática vajrayana pode ser visto como auxiliar neste processo de visualização e identificação. O praticante pode usar vários instrumentos de mão, como um vajra, sino, tambor de mão (damaru) ou uma adaga ritual (phurba), mas também gestos de mão ritual (mudras) podem ser feitos, técnicas especiais de canto podem ser usadas e, em elaborados rituais de oferenda ou iniciações, muitos outros implementos e ferramentas rituais são usados, cada um com um significado simbólico elaborado para criar um ambiente especial para a prática. Vajrayana tornou-se assim uma grande inspiração na arte tradicional tibetana.

## Nos tantras inferiores

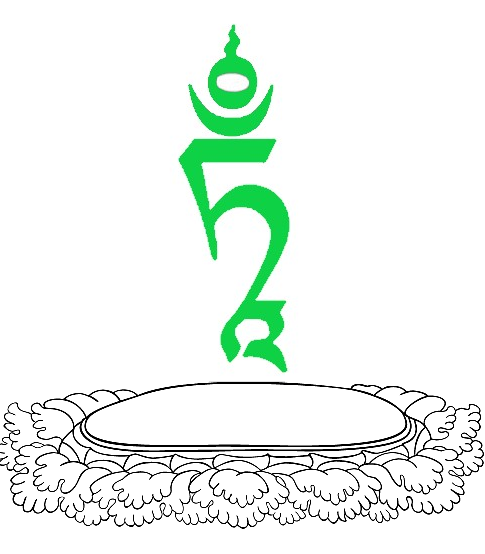
TAM a sílaba semente (bija) da deidade Tara Verde. Em algumas práticas, primeiro visualiza-se a sílaba semente, e a deidade surge a partir disso.

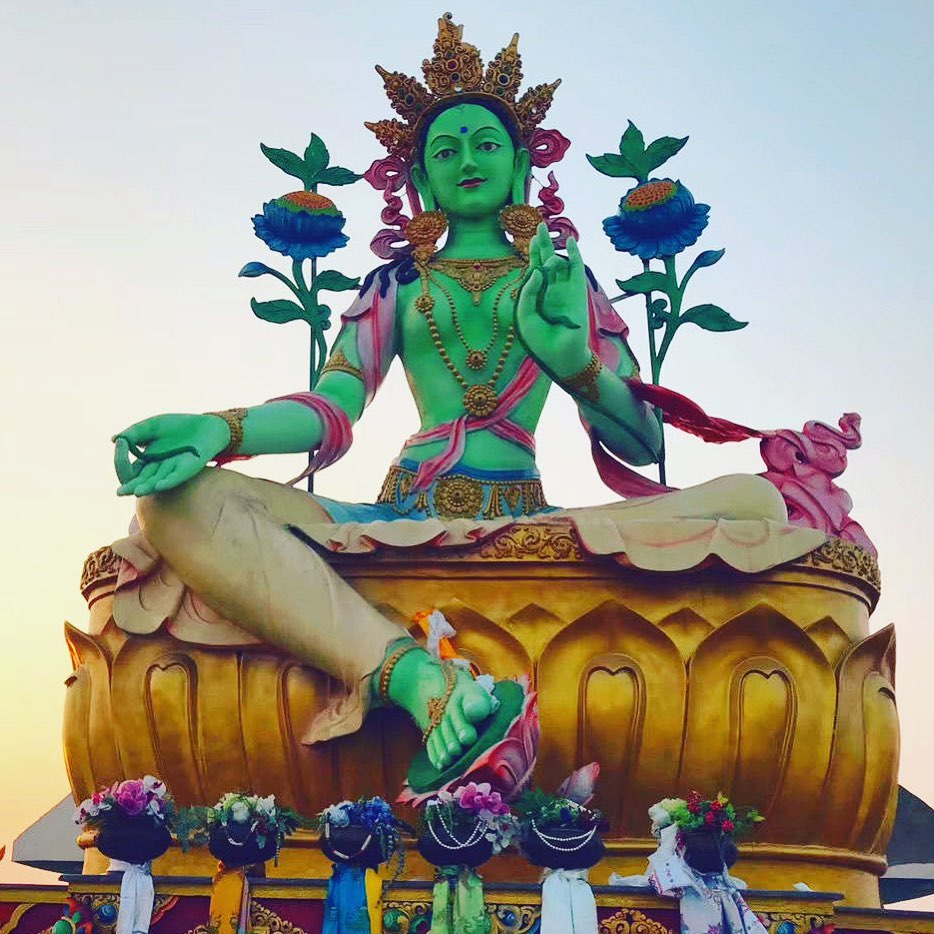
Uma estátua de Tara Verde, uma deidade de meditação comum no budismo tibetano.

O ioga da deidade é a prática central do Tantra budista. Nos três tantras inferiores ou "externos" (Ação, Performance e Ioga), a prática do ioga da deidade é frequentemente dividida em "o ioga com sinais" e "o ioga sem sinais".
O ioga da deidade envolve a visualização criativa como um meio hábil de transformação pessoal através do qual o praticante (sadhaka) visualiza uma deidade escolhida (yidam) como parte de uma mandala ou árvore de refúgio para transformar sua experiência do aspecto de aparência da realidade. Como diz o 14º Dalai Lama: "Em resumo, o corpo de um Buda é alcançado em se meditando sobre ele."

### Ioga com sinais
Aqui, "sinais" ou "suportes" referem-se a atos rituais, imagens visualizadas, mantras e mudras. Existem duas formas principais de visualização da ioga da deidade: geração de frente e autogeração.
"Geração de frente" é quando a deidade é visualizada no espaço à sua frente. Primeiro, a residência da deidade pode ser visualizada e então a deidade é convidada a vir, que é imaginada como aparecendo na frente do meditador. Às vezes ela é imaginada como apenas um disco lunar, ou a sílaba semente da deidade, outras vezes, a forma completa da deidade pode ser visualizada. Então o iogue se refugia, gera bodicita, oferece orações, louvores e oferendas como água e comida (reais ou imaginárias), confessa seus erros, faz votos e assim por diante. Então pode-se meditar recitando mantras (enquanto se concentra em letras visualizadas no coração da deidade). Mudras (selos de mão) também podem ser incluídos. Pode-se também cultivar os quatro imensuráveis. Também se medita na vacuidade da forma da deidade. Essa abordagem é considerada menos avançada e, portanto, mais segura. A geração de frente como prática principal é mais comum nos tantras inferiores.
"Autogeração" é a prática na qual a pessoa se imagina como a deidade. Isso é considerado mais avançado e acompanhado por um grau de risco espiritual. Para praticá-la, deve-se primeiro meditar sobre a vacuidade e estabelecer a visão percebendo a vacuidade (ou pelo menos uma semelhança da vacuidade). Em seguida, imagina-se a deidade surgindo (muitas vezes de sílabas sementes brilhantes repousando sobre um disco lunar ou um lótus) e repete-se o mantra da deidade (que pode ser feito oralmente ou mentalmente). Durante o ioga da deidade, pode-se também realizar vários mudras (selos de mão) dependendo do tipo de sadhana (prática) que está sendo feito. Seja qual for o caso, o objetivo inicial na prática do estágio de geração é a aparência clara da visualização de maneira não artificial e natural.
Em práticas mais avançadas, a deidade geralmente aparece junto com sua mandala (que inclui várias outras deidades) e o praticante visualiza a si mesmo (e suas ações e pensamentos) como a deidade e seu ambiente como a mandala. Em alguns sadhanas, a pessoa também visualiza seu corpo como a mandala, cheia de deidades.
Geração de frente e autogeração são muitas vezes combinadas uma com a outra em uma única prática. Por exemplo, pode-se primeiro realizar a visualização frontal e, em seguida, a autovisualização. Então, pode-se ter a deidade visualizada pela frente fundindo-se consigo mesmo como deidade.
Para melhorar a visualização, pode-se focar sistematicamente em cada parte da deidade (rosto, mão, etc.) e corrigir sua aparência. Outro método é estabilizar a mente prendendo a respiração e fazendo um esforço para focalizar a imagem. Então relaxa-se na expiração. Pode-se fazer pausas na visualização apenas recitando o mantra.
Em relação à recitação do mantra durante o processo de visualização, existem muitas maneiras de fazê-lo, como:
- Repetir um mantra enquanto observa a forma das letras do mantra no coração da deidade visualizada na frente. Isso pode ser feito oralmente ou mentalmente. Há também uma técnica em que se prende a respiração durante a repetição mental para ajudar a focalizar a mente. Pode-se usar um mala.
- Repetir o mantra enquanto observa a forma das letras em seu próprio coração (enquanto pratica a autogeração). A pessoa prende a respiração enquanto pratica a recitação mental, então na expiração a pessoa apenas vê o corpo da deidade.
- "Habitar no Fogo", imagina-se "um fogo muito quieto, como a chama de uma lamparina de manteiga", com um disco lunar dentro com as sílabas do mantra. A pessoa mantém os ventos vitais e cultiva isso "até que ocorra a experiência da aparência vívida".[23]
- Concentrar-se em observar os sons do mantra (enquanto sussurra ou recita mentalmente o mantra), sem abandonar totalmente a observação do seu próprio corpo divino com a lua e letras do mantra no coração. De acordo com Jamgön Kongtrül, uma vez que a meditação se torna vívida, não se foca mais na forma das letras, mas apenas na "sonoridade dos sons espontaneamente surgidos do mantra, ressoando como as badaladas de um sino". A pessoa mantém os ventos vitais e cultiva isso até experimentar uma aparência vívida. Isso pode servir como base para uma permanência calma (samatha).[23]
- A contemplação do mantra que leva ao insight não-conceitual chamado "o limite do som". Kongtrül afirma que "a análise e o exame preciso do som do mantra por si só levam à compreensão de que sua essência não tem origem, cessação ou permanência".[24]

No Tantra Ioga e no Tantra Ioga Insuperável, há também a prática de cultivar a calma permanente concentrando-se em um objeto sutil, como um pequeno vajra do tamanho de uma semente de gergelim colocado em algum ponto do corpo, como a ponta do nariz.

O propósito final do ioga da deidade é levar o iogue à percepção de que eles e a deidade são em essência o mesmo (ou seja, vazios), ou seja, que eles são não-duais (advaya). Isso é feito através da prática repetida que leva à familiarização com a forma, ações e pensamentos de um Buda. Tsongkhapa afirma:
"Assim como a talidade de si mesmo é, em última análise, livre de todas as proliferações [conceituais e dualistas], assim também é a talidade da deidade. Portanto, crie o orgulho da mesmidade de si mesmo e da deidade em termos de percepção não conceitual da indiferenciabilidade desses dois, como uma mistura de água e leite. Concentre-se sem aparência [dos dois como diferentes] até que seu conhecimento seja bem definido. Esta é a deidade suprema."
De acordo com Tsongkhapa, ao longo dos vários estágios de visualização, deve-se manter a cognição da vacuidade e "treinar para fazer com que tudo pareça ilusões". Durante a meditação, a deidade deve ser imaginada como não sólida ou tangível, como "vazia, mas aparente", com o caráter de uma miragem ou de um arco-íris. Este método enfraquece o apego habitual a uma realidade sólida e fixa (isto é, à existência inerente, svabhava), permitindo ao praticante purificar os obscurecimentos espirituais (klesha).
No estágio de geração, o praticante pode visualizar as "Quatro Purezas", que são exclusivas do ioga tântrico:
1. Ver o próprio corpo como o corpo da deidade que é uma manifestação do Dharmakaya
2. Ver o ambiente como a terra pura ou mandala da deidade
3. Perceber os seus prazeres como os prazeres de um Buda, livre de qualquer apego
4. Ver as próprias ações como as atividades supremas dos seres sencientes amadurecidos de um Buda

### Aparência clara e orgulho divino
De acordo com o 14º Dalai Lama, existem dois fatores principais na prática do ioga da deidade:

Orgulho em si mesmo como uma deidade e aparência vívida dessa deidade. O orgulho divino protege a pessoa do orgulho de ser ordinário, e a aparência vívida divina protege a pessoa das aparências ordinárias. O que quer que apareça aos sentidos é visto como o esporte de uma deidade; por exemplo, quaisquer formas vistas são vistas como emanações de uma deidade e quaisquer sons ouvidos são vistos como mantras de uma deidade. A pessoa é assim protegida das aparências ordinárias e, através dessa transformação de atitude, emerge o orgulho de ser uma deidade.
De acordo com Daniel Cozort, o orgulho divino é "o pensamento de que alguém é a própria deidade que está sendo visualizada". De acordo com John Powers, a diferença entre o orgulho divino e o orgulho contaminado é que o orgulho divino é baseado na compreensão da vacuidade de todas as coisas e também na compaixão. Uma vez que "todas as aparências são vistas como manifestações da natureza luminosa e vazia da mente, e assim o orgulho divino do ioga da deidade não leva ao apego, à ganância e a outras aflições".
De acordo com Gyatrul Rinpoche, o objetivo desta prática é “entender sua natureza búdica, que é a própria essência de seu ser” e está “intrinsecamente presente” em todos os seres. O fato de que a deidade é um reflexo de qualidades já inerentes ao praticante é o que torna esta prática diferente do mero pensamento iludido ou desejoso.

### Ioga sem sinais
Uma vez que se tenha a capacidade de descansar na vívida aparência da deidade, pode-se praticar a ioga sem sinais. Esta é a concentração meditativa final do ioga da deidade nos tantras inferiores (Ação, Performance e tantra ioga). Embora o foco principal esteja na vacuidade, ainda se mantém a visualização da deidade (exceto na cognição direta da vacuidade). Este ioga é uma união de permanência calma e percepção especial focada na natureza vazia das imagens e sons. É uma estabilização meditativa que realizaa vacuidade do corpo e da mente. Seu objetivo é a vacuidade de pessoas e fenômenos como se aplica ao corpo da deidade e aos corpos puros de Buda, vajras, letras de mantras e aos lótus da mandala.
De acordo com o 14º Dalai Lama, "embora os sons e assim por diante possam aparecer, a mente está verificando ou percebendo apenas a vacuidade. Esta é a união das duas verdades no Mantra—uma consciência aparecendo na forma de corpo ou fala divino e simultaneamente percebendo a vacuidade."
De acordo com o mestre indiano Buddhaguhya, existem três técnicas que podem ser usadas para estabelecer a mente na vacuidade no ioga sem sinais:
- O raciocínio de não ser um ou muitos inerentemente existentes, ou o raciocínio de não ser produzido a partir de si mesmo, do outro, de ambos ou de nenhum. Esta é uma meditação analítica no estilo sutra.
- Uma meditação estabilizadora sobre o significado da vacuidade. De acordo com o 14º Dalai Lama, a análise repetida é necessária para aumentar essa compreensão e, portanto, o procedimento aqui é alternar a meditação estabilizadora e analítica.
- Eliminar todas as aparências convencionais [como um corpo divino] e concentrar-se apenas na realidade última, a vacuidade de existência inerente. De acordo com o 14º Dalai Lama, isso se refere a "ver as próprias aparências—onde quer que a mente pouse—como vazias de existência inerente". Diz-se que isso é semelhante à prática do Grande Selo (Mahāmudrā).

## Nos tantras superiores

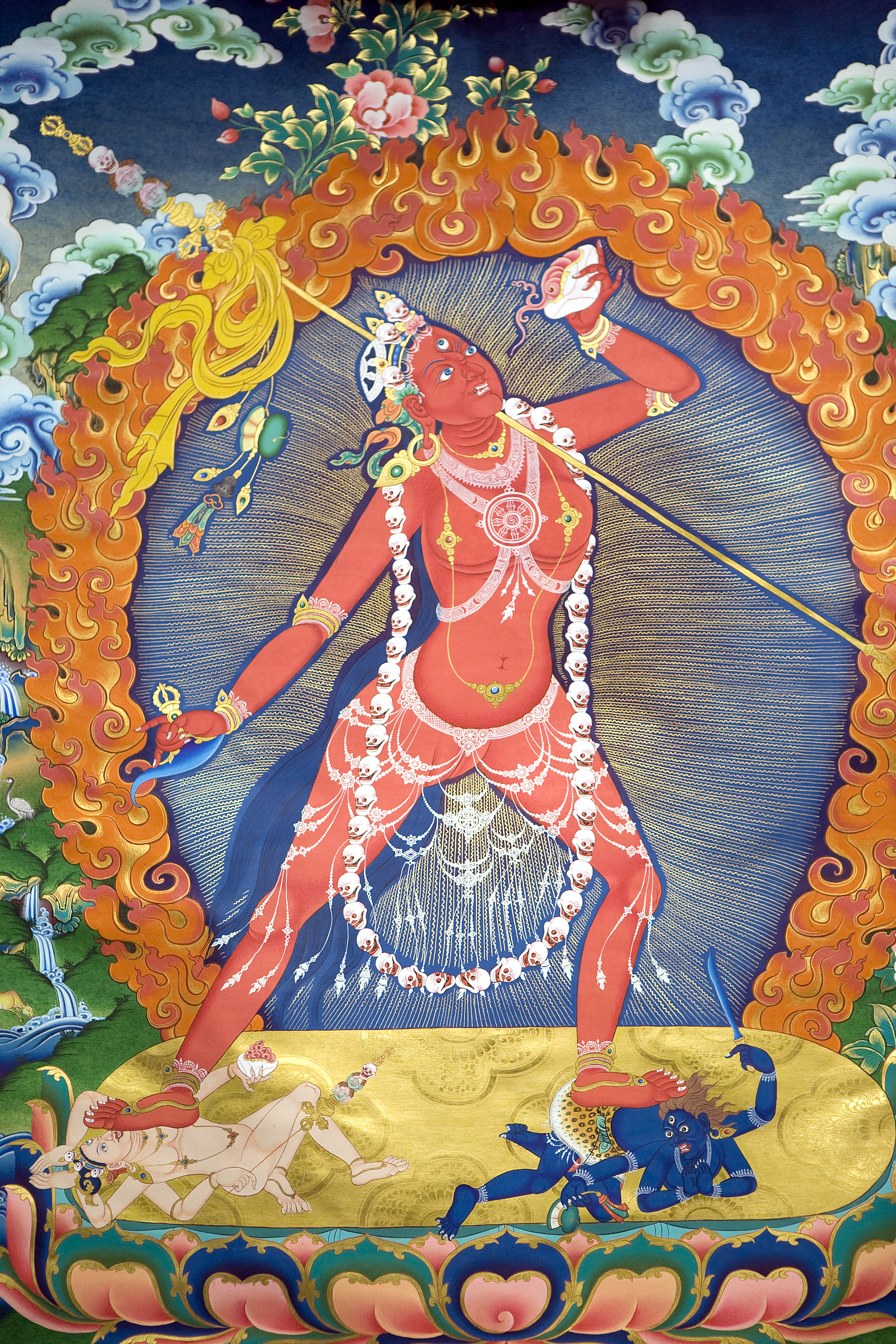
Pintura de Vajrayoginī (Dorjé Neljorma), um Buda feminino e uma ḍākiṇī usada como deidade de meditação no Tantra Ioga Superior.

### Estágio de geração
O estágio de geração ou fase de criação (tib. bskyed rim; sânsc. utpatti-krama), também conhecido como "a fase da imaginação" e "o ioga das fabricações" é a primeira fase do ioga da deidade tântrico no Tantra Ioga Insuperável do escolas posteriores do budismo tibetano. Também equivale ao Mahayoga da escola Nyingma. Kongtrül afirma que esta fase está associada ao corpo e ao processo de nascimento (enquanto a fase de completude está associada à mente e à dissolução na morte).
O estudioso nyingma Ju Mipham define o estágio de geração da seguinte forma: "acessar a pureza e a igualdade de aparência e existência por meio de criações conceituais e treinamento de acordo com a visão que determina o significado do continuum natural do solo".
Kongtrül explica o principal objetivo da prática do estágio de geração como purificação:

Assim como se prepara um campo com falso milhete antes de semear o arroz; Purifica-se os pensamentos antes de embarcar no que é sem pensamento. Uma vez que o estado natural é realizado, a fabricação deliberada é dispensada. Os dois são cultivados como uma união, não somente o aspecto de aparência ou de vacuidade.
Existem três bases de purificação: nascimento, morte e estado intermediário. O Estágio de Geração é uma prática de visualização que utiliza "todos os sentidos e a totalidade do corpo, fala e mente do meditador... [para desenvolver]... confiança na realidade do mundo da deidade". A identificação do meditador com a deidade permite que ele desenvolva aparência clara, orgulho divino e a convicção de que o que aparece é ilusório e vazio. Isso é feito para abandonar a fixação em pensamentos e aparências comuns, bem como a falsa apreensão das coisas como sendo inerentemente reais. Nesse sentido, é semelhante ao ioga da deidade praticado nos tantras inferiores.
Uma das principais diferenças entre o ioga da deidade no Tantra Ioga Insuperável e nos tantras inferiores é a aparência feroz e sexual das deidades usadas no Tantra Ioga Insuperável. Também é comum que essas deidades sejam representadas em união sexual. Assim, Longchenpa afirma categoricamente: "Não importa quantas deidades estejam envolvidas, se elas não estiverem em união, é o tantra externo. Se elas estão em união, é tantra interior."  Imagens poderosas que usam motivos de morte, violência e campos mortuários também são comuns. Assim, Longchenpa distingue entre os ambientes puros e ferramentas rituais que são visualizadas no tantra externo (como palácios celestiais e joias preciosas), e ambientes e ferramentas impuras do tantra interno (como campos mortuários, taças de caveira e facas rituais). O Tantra Ioga Insuperável também faz uso de uma psicofisiologia corporal sutil que não é encontrada nos tantras inferiores.
A prática do ioga da deidade depende do desenvolvimento da absorção meditativa (dhyana). Mipham afirma que "o significado determinado pela visão de grande pureza e igualdade só pode ser aplicado corretamente ao próprio ser uma vez que a força da absorção meditativa tenha sido aperfeiçoada. Por esta razão, a absorção meditativa é extremamente importante. É a causa primária para o cumprimento de atividades e realizações espirituais, as quais requerem consciência e estabilidade." De acordo com Mipham, a progressão da prática de permanência calma (samatha) com base no ioga da deidade pode ser medida da mesma maneira que é medida nos ensinamentos de sutra (isto é, através das nove maneiras de descansar a mente e assim por diante).

#### Sistemas

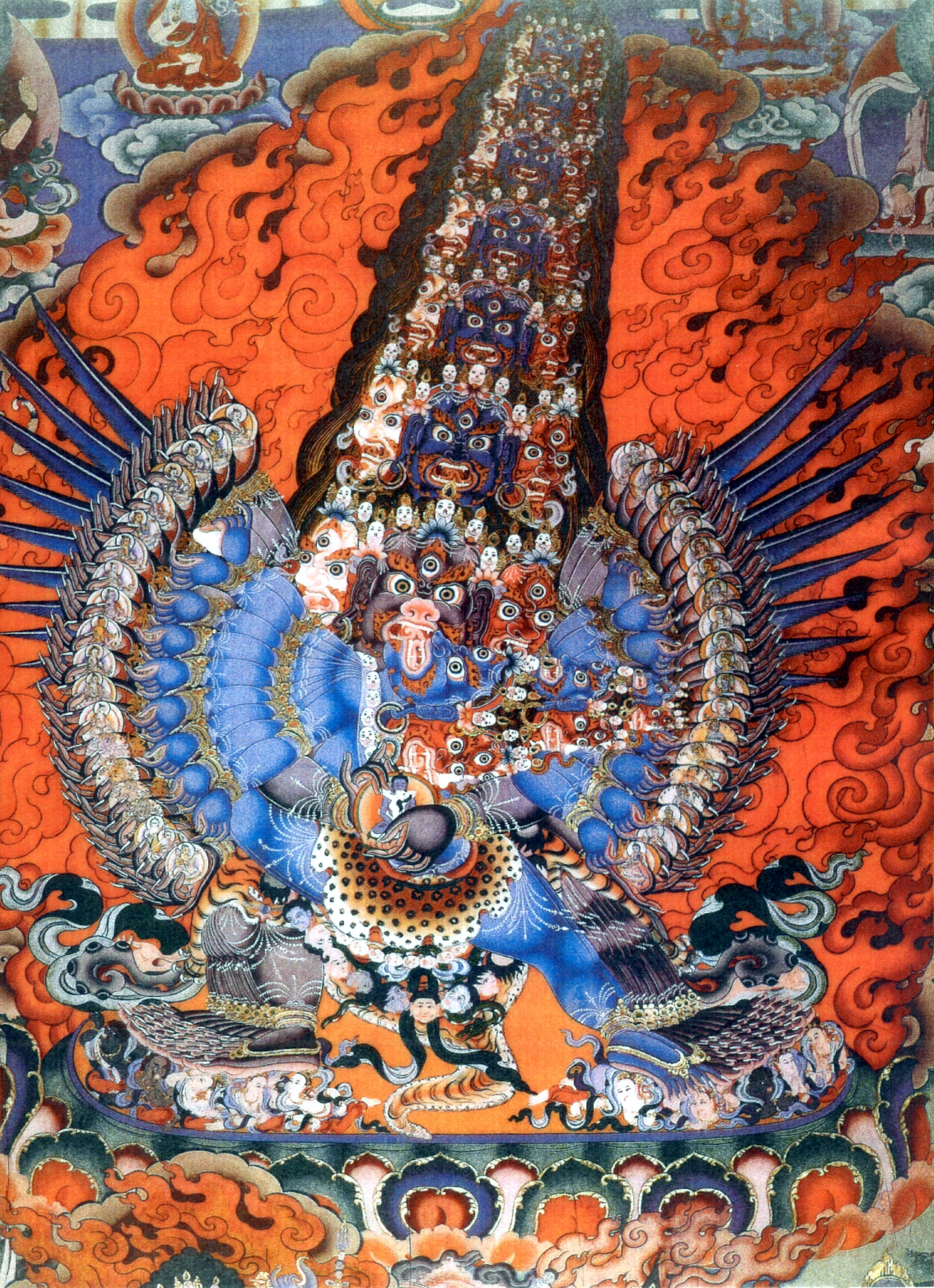
Thangka de Chemchok Heruka (em sânscrito, Mahottama Heruka), a forma irada da budeidade suprema Samantabhadra, com 21 cabeças e 42 braços, junto a sua consorte. Nas duas mãos centrais estão Samantabhadra e Samantabhadrī, enquanto as restantes ao redor carregam as deidades pacíficas: 5 pares (masculino e feminino) de Budas, 8 pares de bodisatvas, 6 sábios emanados (munis), 4 pares de guardiães dos portões. Sua mandala é uma visualização comum na meditação da linhagem nyingma.

Existem vários sistemas de prática baseados em diferentes tantras. Kongtrül descreve várias estruturas de ioga de três ramos (do Vajramālā Tantra, Mahamaya, etc.), várias estruturas de quatro ramos (que podem ser encontradas em tantras como a Rede de Manifestação Mágica e o Guhyasamaja), uma estrutura de seis ramos, uma estrutura de oito ramos e uma estrutura de doze ramos (Kalacakra).
Um exemplo de uma dessas sequências contemplativas é a do Vajramālā Tantra (Guirlanda Vajra), que é a seguinte:
- União Inicial - Kongtrül afirma que esta "consiste na contemplação de si mesmo como as principais deidades, masculina e feminina, que atuam como emanadoras das demais deidades da mandala". Isso "inclui todas as etapas da visualização, desde a criação da residência da mandala até a criação das principais figuras masculinas e femininas".
- A ação supremamente vitoriosa - De acordo com Kongtrül, esta "consiste na visualização da totalidade das deidades da mandala que emanam da bodicita [essências vitais] dessas duas figuras principais masculina e feminina e o arranjo das deidades em seus respectivos lugares”.
- A mandala supremamente vitoriosa - Esta contemplação consiste em imaginar os feitos búdicos realizados pelas deidades, como a purificação dos reinos.

#### Prática

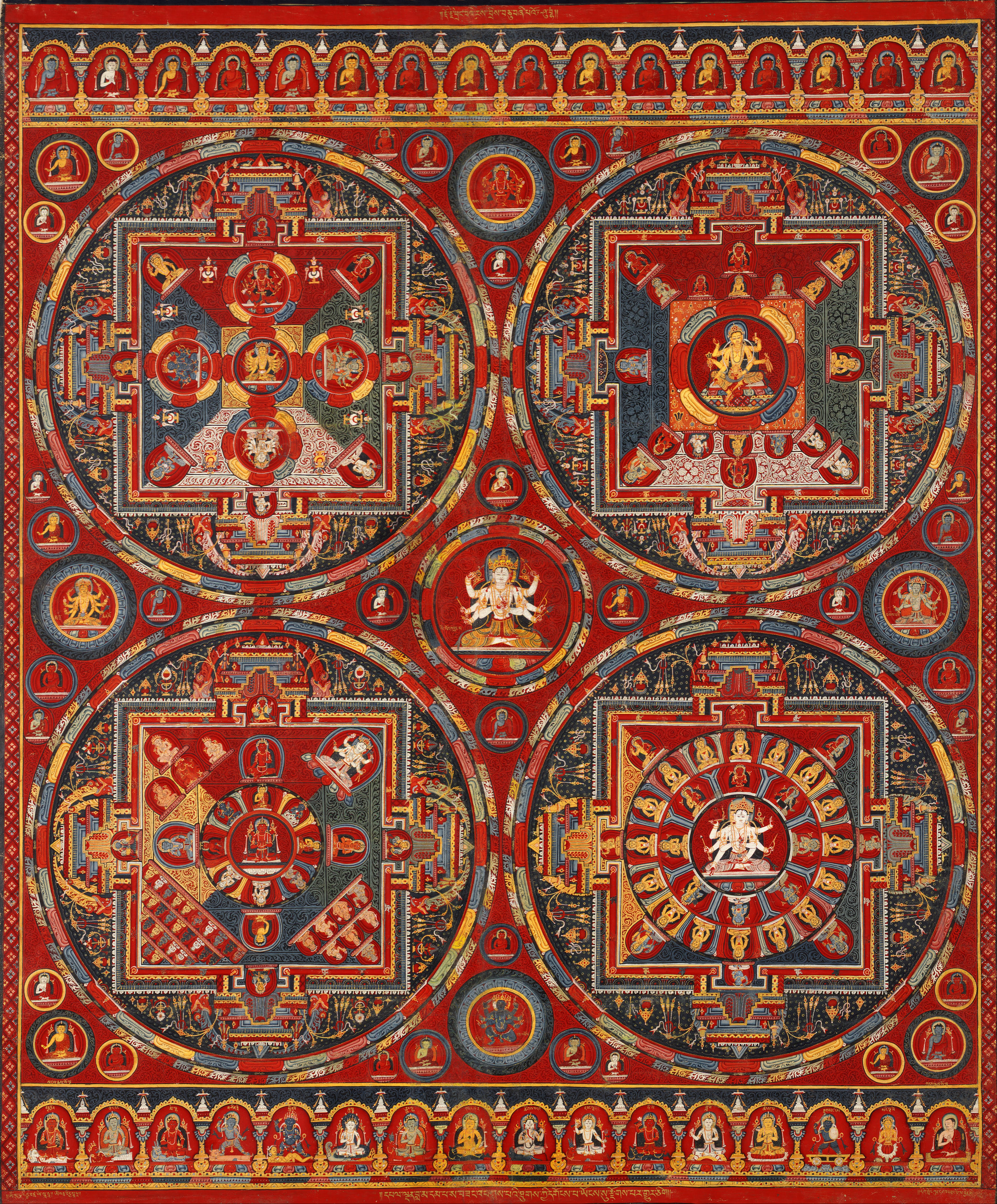
Quatro Mandalas do Ciclo Vajravali, c. 1429–56, Tibete Central, Tsang (Mosteiro Ngor), ordem Sakya.

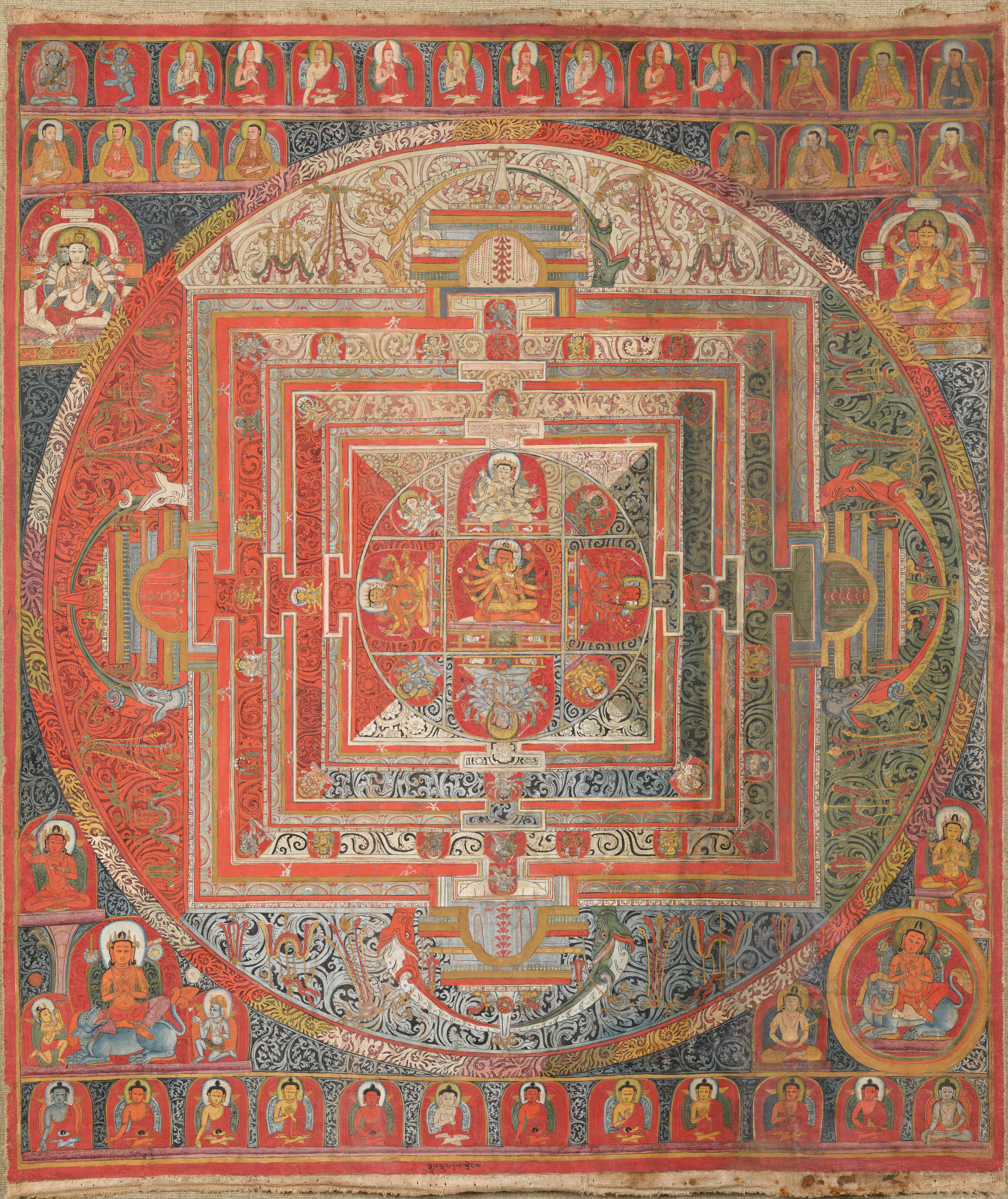
Mandala Mañjuvajra com 43 deidades.

Em relação à prática real de ioga, existem algumas práticas preliminares que às vezes são realizadas antes de sentar para meditar, como dar oferendas de alimentos sacrificais para apaziguar seres obstrutivos não humanos, visualizar um círculo de proteção para evitar condições adversas e meditar sobre bodicita (através de práticas como a Oração dos Sete Ramos), bem como meditar sobre a consciência pristina/vacuidade intocada, que é comumente feito usando o mantra om svabhava shuddhah sarva dharmah svabhava shuddho ham.
Quanto à principal prática de gerar a imagem da deidade, Mipham escreve que "inicia-se em se descansando a atenção em um suporte focal, como uma estátua de buda colocada diante de si". Eventualmente a mente será capaz de criar a imagem da deidade sem um suporte. Existem inúmeras maneiras usadas para visualizar mentalmente uma deidade, sua residência, assento e séquito de deidades acompanhantes. Estes incluem o aparecimento súbito da imagem, gerando primeiro a residência da mandala e depois fazendo com que a deidade a povoe, tendo a deidade surgindo de uma sílaba-semente ou da recitação de seu mantra, e gerações mais elaboradas com vários símbolos como uma lua, vajra, ou espada.

Alguns desses métodos podem ser elaborados, por exemplo, Kongtrül descreve um método chamado "criação por meio dos cinco despertares reais" da seguinte forma:
"Primeiro, imagina-se que acima de um assento formado por um lótus, e assim por diante, surge um disco lunar das vogais. Em segundo lugar, um disco solar surge das consoantes. Terceiro, entre os dois discos é imaginada a insígnia da deidade marcada com a sílaba-semente, da qual a luz é emanada e depois retirada. Quarto, todos esses elementos se fundem. Quinto, dos elementos fundidos, o corpo da deidade se manifesta plenamente."
Kongtrül diz que a maioria dos sadhanas do estágio de geração incluem meditar usando "três seres":
- O ser-juramento - a deidade gerada através de passos rituais, a principal deidade sendo meditada.
- O ser-consciência pristina - uma deidade que é imaginada no coração da deidade do juramento em um lótus ou assento de sol. De acordo com Kongtrül, "pode ser visualizado de diferentes maneiras: como uma deidade idêntica à deidade do juramento; como uma deidade diferente da deidade do juramento em cor e [aparência e número de] rostos e braços; ou como uma insígnia que surgiu de uma sílaba-semente."[31]
- O ser-contemplação - Uma sílaba-semente ou insígnia no coração do ser-consciência pristina. Kongtrül afirma que se o ser-consciência pristina estiver sendo visualizado como uma insígnia, o ser-contemplação seria visualizado como uma sílaba-semente.

Segundo Kongtrül "a colocação dos três seres pode ser feita para todas as deidades ou para apenas as deidades principais".
Completar a contemplação do estágio de geração pode incluir diferentes elementos, incluindo "o desenho da mandala da consciência imaculada, a conferência da iniciação, o selamento de diferentes tipos e a degustação, oferenda e louvor de néctar". Para desenhar a mandala da consciência pura, imagina-se a luz irradiando da sílaba no coração que convida a mandala das deidades a se fundir com o ser prometido. Isso ajuda a desenvolver o orgulho de que si mesmo e todas as deidades são da mesma natureza. A iniciação é realizada propiciando as deidades e imaginando que elas concedem uma iniciação através do derramamento de água e assim por diante, o que tem um efeito de limpeza.
Segundo Kongtrül, sempre que se treina na fase de geração, deve-se ver tudo o que surge como uma aparência relativa e vazia, desprovida de natureza inerente, e também deve-se ver tudo como ilusões. O objetivo desta fase de contemplação é alcançar uma consciência pura na qual a aparição da deidade é bem-aventurada e está além de todas as elaborações conceituais e se manifesta como "a essência da bem-aventurança e da vacuidade". No final da sessão de meditação, o ambiente visualizado e as deidades se dissolvem em si mesmo, e a pessoa se dissolve em clareza luminosa. Então ressurge na "forma ilusória da deidade".
Mipham afirma que existem três princípios principais da prática do estágio de geração: (1) aparência clara, (2) orgulho divino e (3) a lembrança da pureza.

Primeiro, as formas, a força vital espiritual, as cadeias de mantras e a radiação e absorção dos raios de luz devem ser visualizadas com grande clareza como os objetos experimentados na absorção. Em segundo lugar, sem pensar na deidade como algo que meramente aparece diante da mente, deve-se ter o orgulho divino de ser indivisível da divindade. Terceiro, a divindade não deve ser vista como algo que existe como um fluxo individual de ser, de forma limitada com características de seu próprio nome e forma. Em vez disso, deve-se lembrar que ela é a sabedoria frutuosa suprema, a perfeição do abandono e realização, que se manifesta na forma da deidade e do mantra.

#### Prática pós-meditação
Existem várias instruções para a contemplação informal, isto é, o período pós-meditação quando o iogue não está envolvido na prática formal de sadhana. Kongtrül descreve oito deles:
- Recitação de mantras
- Oferendas de sacrifício às deidades e espíritos
- O ioga de comer e beber.
- O ioga da paixão realizado com um selo de ação.
- O ioga da conduta entre as sessões formais de meditação.
- A ioga do sono.
- A ioga de acordar ao alvorecer.
- O ioga da limpeza purificatória.

Ju Mipham explica o treinamento pós-meditação da seguinte forma:

Entre as sessões, quaisquer condições adversas que se encontrem, como se distrair com os prazeres dos sentidos, devem ser evitadas, entendendo-as como obstáculos. Além disso, não se deve desanimar se surgirem doenças, forças negativas, pensamentos ou quaisquer outras circunstâncias infelizes. Em vez disso, deve-se pensar que tais ocorrências estão esgotando o carma negativo da pessoa. Qualquer fator que seja ensinado como pondo uma ameaça à realização do mantra, tal como manter a companhia de degenerados, deve ser afastado. Coisas que são proibidas em outras situações, como carne e álcool, devem ser transformadas em substâncias benéficas em mantra secreto via mantra, visualização e mudrā. Deve-se, no entanto, praticar os vários métodos para reunir as acumulações e purificar os obscurecimentos, pois estas são circunstâncias propícias para a realização do mantra. Para purificar o ser, deve-se ter fé estável e cumprir firmemente os samayas e os juramentos feitos. Deve-se também se aplicar às instruções que desenvolvem o poder do mantra, como a recitação do alfabeto sânscrito. Roupas, joias, comida, bebida e todos os outros fatores devem ser transformados no jogo da sabedoria utilizando mantras, visualizações e mudras. Desta forma, as condições adversas devem ser evitadas, enquanto as circunstâncias favoráveis devem ser reunidas. Através disso, a atividade de realizar o mantra deve ser levada a um ponto de culminação sem cessar até que o mantra seja realizado.

### Fase de completude

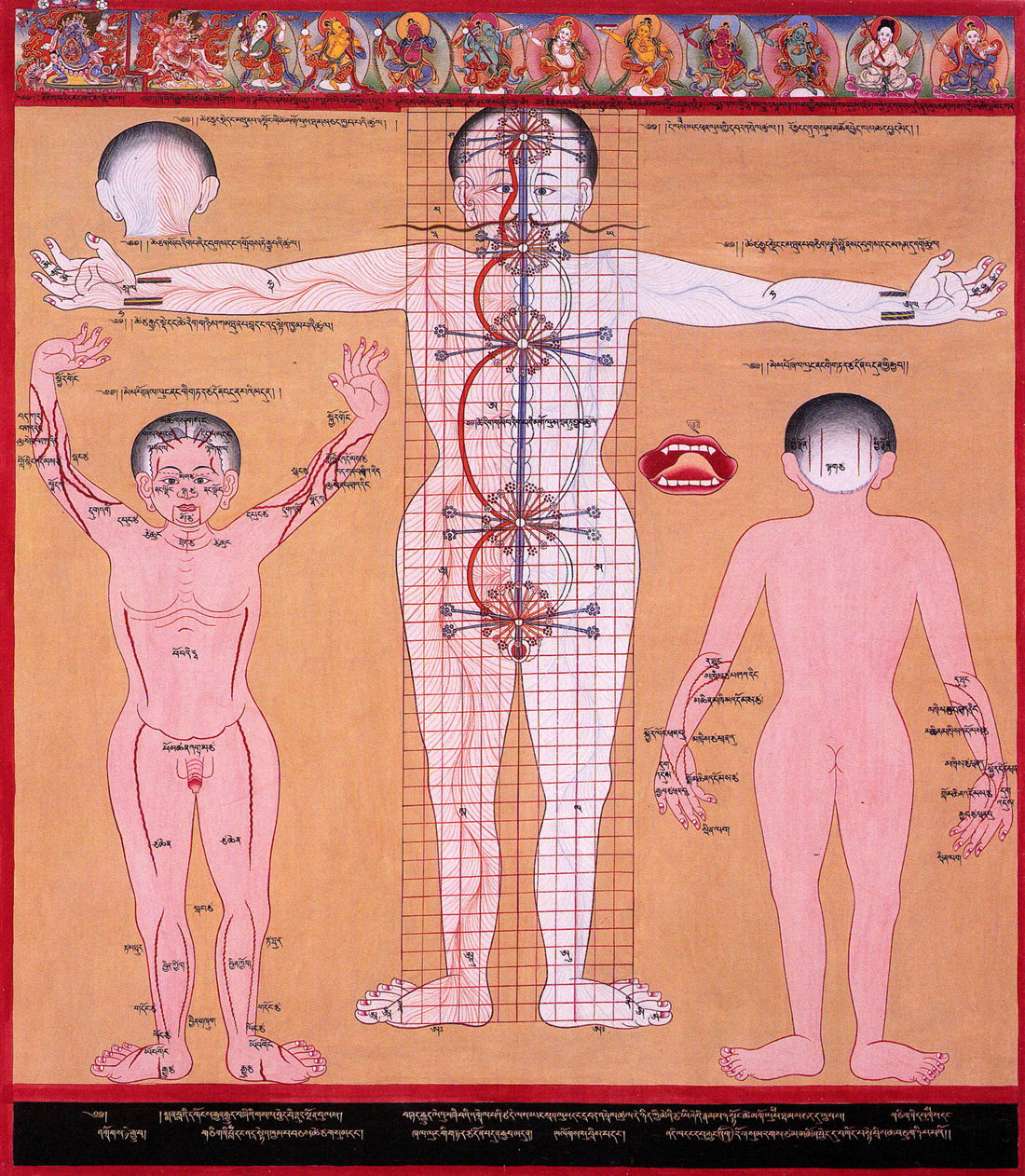
Uma ilustração tibetana representando o canal central e os dois canais laterais, bem como cinco chacras onde os canais se enrolam. Os bindus são pequenas partículas sutis de energia encontradas no corpo sutil.

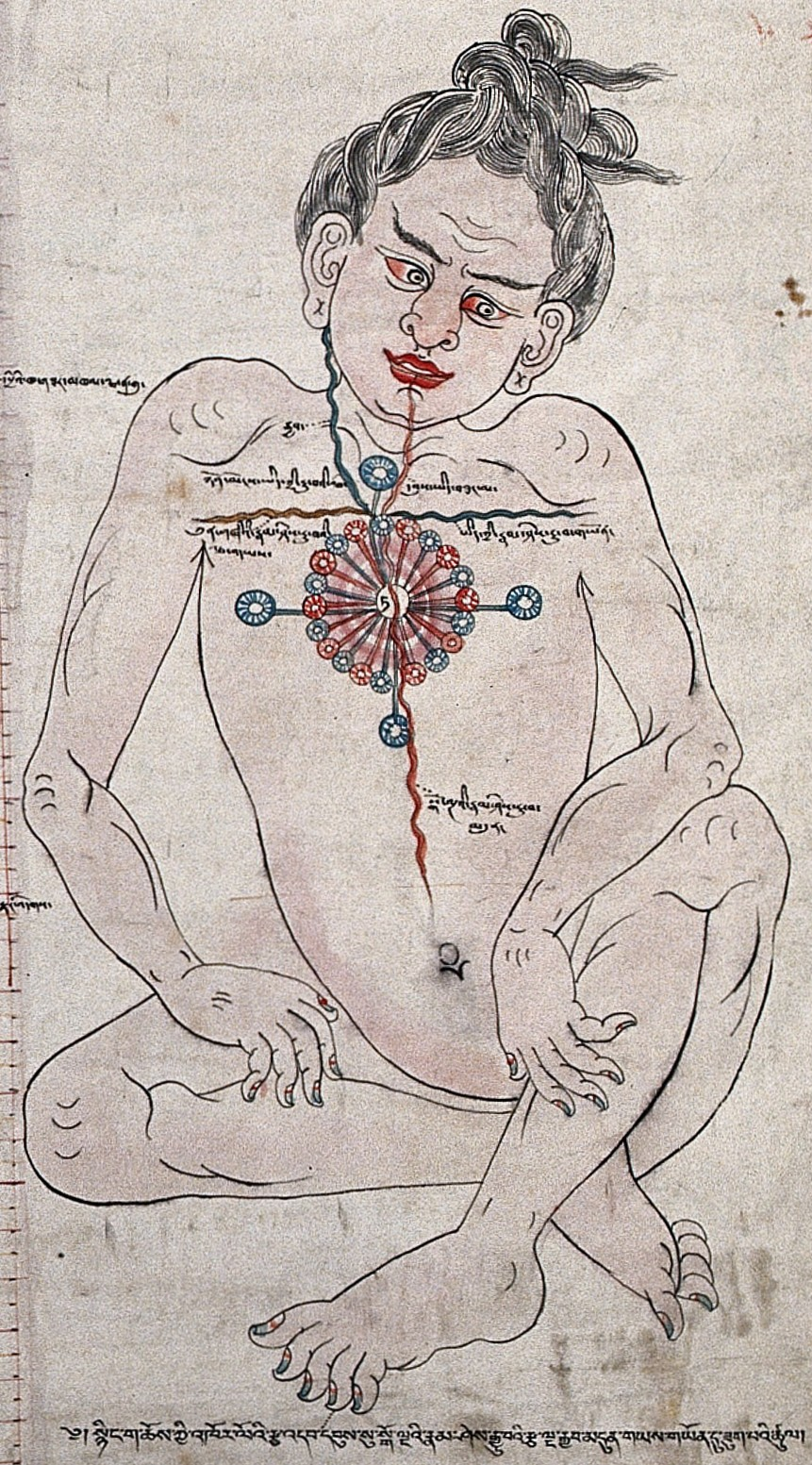
Uma representação do chacra do coração de um texto de medicina tibetana

O estágio de completude (rdzogs rim, também estágio de "perfeição" ou "cumprimento"), também conhecido como "o ioga do estado natural", é o segundo estágio do Tantra Ioga Insuperável. De acordo com Kongtrül, o equivalente em sânscrito a rdzogs é niṣpanna, "significando o ultimamente verdadeiro, ou o estado natural. 'Completude', portanto, denota o que é ultimamente verdadeiro, o estado natural, ou a natureza das coisas."
Jamgön Kongtrül escreve que a principal característica da prática do Estágio de Completude é a grande beatitude não conceitual que surge da fusão das essências vitais (bindus) no corpo sutil que permite ao iogue perceber a verdadeira natureza da realidade, bodhicitta. A bodicita é aqui definida como a inseparabilidade da vacuidade e da compaixão (entendida como a consciência pristina da grande bem-aventurança imutável). Este ioga, que se concentra em direcionar os ventos vitais para o canal central, também é chamado de "vajra yoga da união de método e sabedoria" 
Enquanto isso, Ju Mipham escreve que no estágio de completude (também conhecido como o "caminho do inato" ou "caminho da percepção direta"), "as instruções do âmago metódicas profundas atualizam o tantra do solo, a grande pureza e igualdade que habita dentro como o mandala da presença espontânea."
Antes de praticar o estágio de completude, a maioria dos mestres concorda que deve-se primeiro ganhar estabilidade na fase de geração, tendo desenvolvido uma aparência clara das imagens e um firme orgulho divino. Isso ocorre porque, como escreve Kongtrül, "as contemplações da fase de criação, uma vez que uma conexão especial se desenvolveu, atuam como agentes de amadurecimento para o surgimento da realização da fase de completude".
Existem diferentes aspectos da prática de completude. Kongtrül afirma que toda prática do Estágio de Completude pode ser incluída em dois aspectos: "a fase causal de completude e a fase resultante". A análise de Kongtrül também divide o estágio de completude no caminho do método (thabs lam) ou no caminho da liberação ('grol lam). Mipham faz uma distinção semelhante entre "(1) o caminho com características, que se baseia em manter um objeto em mente e aplicar esforço físico e verbal e (2) o caminho sem características, que é sem esforço."
O tibetólogo David Germano também descreve dois tipos principais de prática do estágio de completude: o primeiro tipo é uma contemplação sem forma sobre a natureza vazia última da mente, sem usar quaisquer imagens visuais. O segundo tipo refere-se a várias meditações usando características do corpo sutil para produzir sensações corporais energéticas de beatitude e calor interior. No caminho do método, a pessoa se envolve em vários iogas associadas ao corpo sutil.

#### Práticas de completude
As práticas energéticas corporizadas associadas ao estágio de completude fazem uso de um esquema tântrico da psicofisiologia humana composto de "canais de energia" (sânsc. nadi , tib. rtsa), "ventos" ou correntes vitais (vāyu, rlung) e " gotas energéticas" ou partículas carregadas (bindu, thig le) que se diz convergir em certos lugares ao longo do canal central chamado chakras (lit. "rodas"). As energias sutis do corpo são vistas como "montarias" para a consciência, o componente físico da consciência e são engajadas para gerar a "grande beatitude" (bde-mchog; maha-sukha) que é usada para atingir a iluminação.
De acordo com Mipham todas as práticas do estágio de completude podem ser incluídas em duas categorias:
1. a aplicação dos pontos-chave do suporte (os canais, energias e essências) por meio de exercícios ióguicos, respiração de vaso, o derretimento beato da essência sutil e assim por diante; e
2. a aplicação dos pontos-chave do suportado (a essência da luminosidade), como a prática das formas vazias (no sistema Calachacra) ou do cruzamento direto (a prática Dzogchen de thogal).

Kongtrül afirma que existem três elementos principais que são comuns a todos os sistemas de estágio de completude:
- A prática que se baseia no próprio corpo como método. Nisto, atinge-se o ponto crucial relacionado ao canal central fazendo com que os ventos entrem, permaneçam e se dissolvam nele. Isso inclui a prática do fogo interior e do corpo ilusório, que pode ser aplicado de diferentes maneiras (nos sonhos, no sono, no processo de morte, etc.).
- A prática que se baseia no corpo de outra pessoa como o aspecto da sabedoria. Nisto, elicia-se e estabiliza-se a consciência pristina das quatro alegrias.
- A prática que se baseia no grande selo da forma vazia. Nisto, cultiva-se a vacuidade dotada do supremo de todos os aspectos e bem-aventurança imutável.

Kongtrül explica a prática do Estágio de Completude central de fazer com que os ventos entrem no canal central (que ele chama de "autobênção") da seguinte forma:
"A autobênção denota a meditação para a qual os focos principais—uma chama, uma esfera, uma sílaba e assim por diante—são visualizados dentro do canal central (independentemente de se visualizar ou não o canal central). É natural que os ventos se juntem onde quer que a mente esteja focada. Através da prática desta meditação, os ventos [vayu] se reúnem, e então eles primeiro entram, depois permanecem e finalmente se dissolvem no meio da roda-canal [chakra] particular em que se está focado na meditação. Quando os ventos se dissolvem, ocorre o processo de dissolução dos diferentes níveis de constituintes sutis e grosseiros [psicofísicos], juntamente com muitas experiências de beatitude extraordinária resultantes do derretimento da essência vital [bindu]."

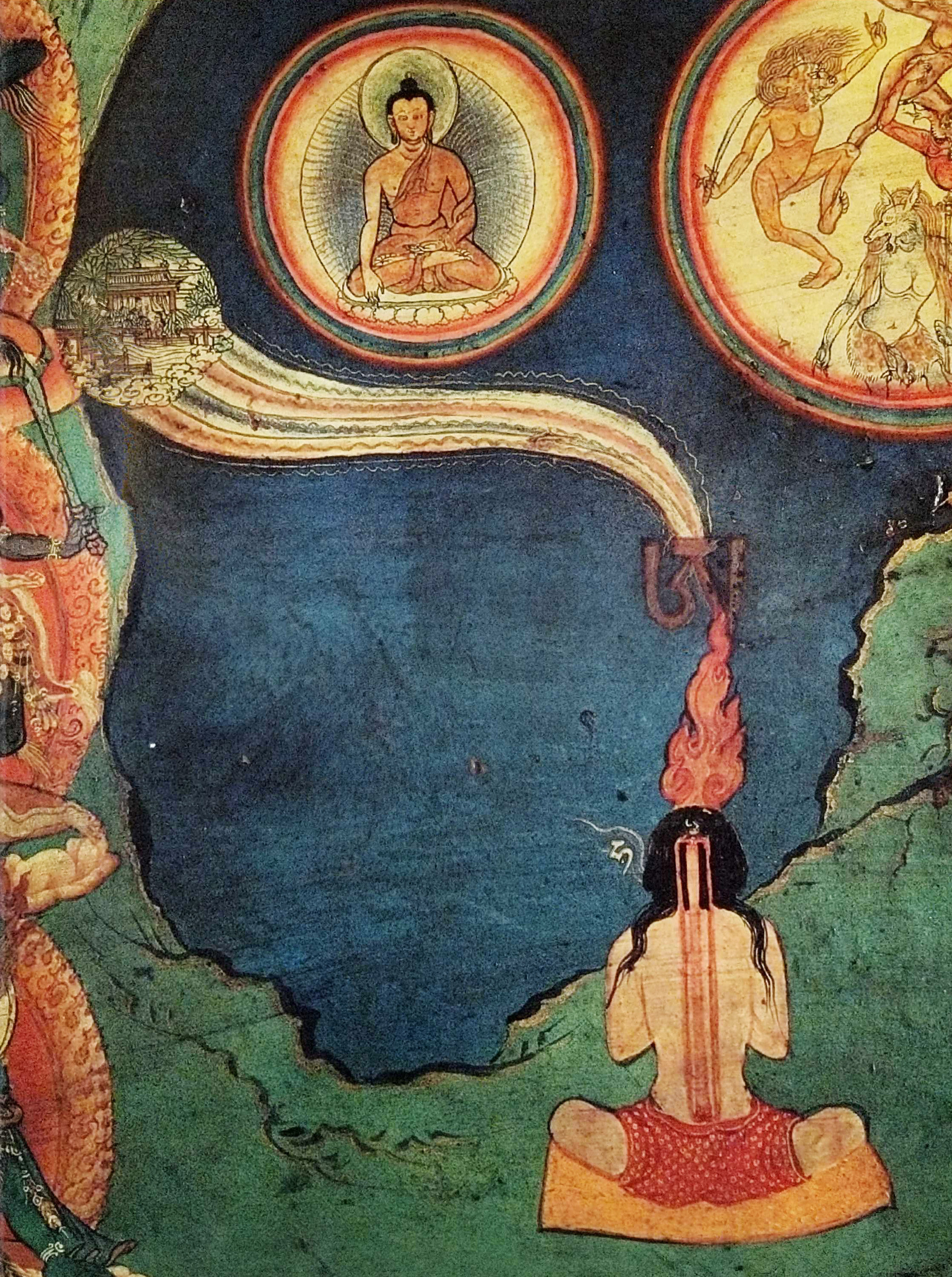
Uma seção do mural do norte no Templo Lukhang (século XVII) representando tummo, os três canais (nadis) e phowa

Um dos métodos mais difundidos para fazer com que os ventos entrem no canal central é o tummo (caṇḍālī, calor interior, literalmente "mulher feroz"). Esta prática é feita de muitas maneiras diferentes e aplicada a inúmeras outras práticas. O método básico envolve algum tipo de visualização que simboliza calor ou fogo (a essência vital vermelha, ou seja, bindu) no chacra abaixo do umbigo, bem como técnicas de respiração, como a retenção da respiração em forma de vaso (bum pa can, kumbhaka). Isso acende o calor interno, que sobe pelo canal central e derrete a essência vital branca (bindu, thigle) localizada na cabeça. Esta essência vital branca escorre pelo canal central, enchendo o corpo de felicidade.
A prática do fogo interior é a base das outras iogas de completude, como a união sexual iogue (karmamudrā), o ioga da luminosidade (luz clara), o ioga do corpo ilusório, a ioga dos sonhos e a transferência de consciência. A prática desses yogas também pode ser complementada com vários exercícios físicos, chamados trul khor ('phrul 'khor).
Alexander Berzin explica (da perspectiva Gelug) como as práticas do vento vital levam aos outras iogas:

No estágio completo, fazemos com que os ventos de energia (rlung, sânsc. prana) entrem, permaneçam e se dissolvam no canal central. Isso nos permite acessar o nível mais sutil de atividade mental (clara luz, ' od-gsal) e usá-lo para a cognição não conceitual da vacuidade – a causa imediata para a mente onisciente de um Buda. Usamos o nível mais sutil de vento-energia, que suporta a atividade mental de luz clara, para surgir na forma de um corpo ilusório (sgyu-lus) como a causa imediata para a rede de corpos-forma ( Skt. rupakaya) de um Buda.
Luminosidade ou 'luz clara' (em tibetano od gsal, sânscrito prabhāsvara) refere-se à natureza radiante da mente, também descrita como o fundamento primordialmente puro, que pode ser experimentado através da meditação, através do ioga do calor interior, durante a grande felicidade, no sono e durante o processo de morrer. Para alcançar isso, um iogue treina para acessar essa experiência mental luminosa através de vários métodos, que então dão origem a vários sinais (como visões de uma miragem, fumaça, luzes bruxuleantes como vaga-lumes, etc.).
A prática do corpo ilusório é uma série de meditações que permitem reconhecer a natureza ilusória do corpo e também de todos os fenômenos, pois como afirma Kongtrul "todo e qualquer fenômeno de existência e libertação é o corpo da ilusão". A prática real disso inclui contemplar a natureza ilusória das coisas por meio dos vários ensinamentos do Buda e dos vários exemplos ou símiles (como uma miragem, um arco-íris, um reflexo, um sonho e assim por diante). Também inclui a prática tântrica única de meditar no "corpo ilusório puro", ou seja, a forma do corpo da deidade e sua mandala vista como uma exibição ilusória. Depois de estabilizar estes dois, pratica-se o corpo ilusório "oculto", que une a prática dos ventos e canais e a correspondente bem-aventurança e clareza luminosa, com a contemplação do corpo ilusório.

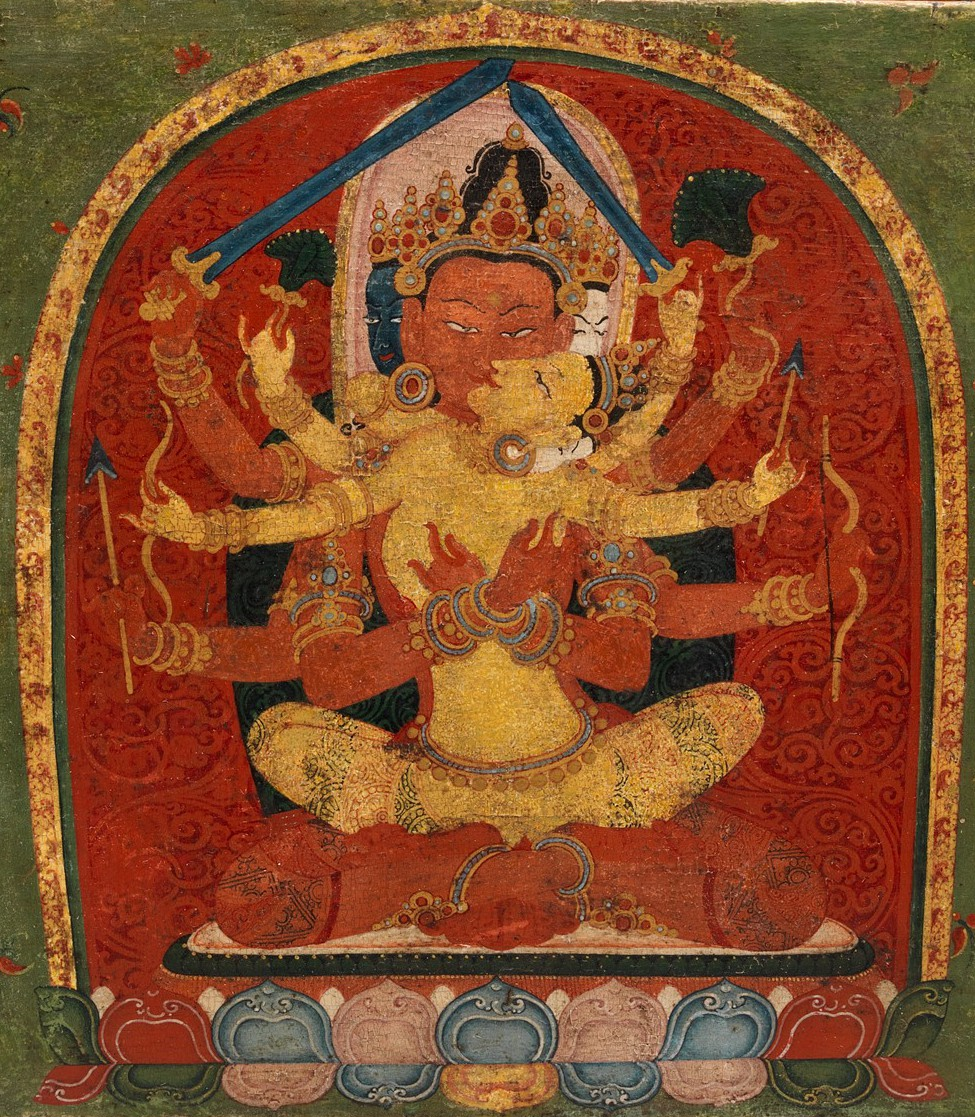
Mañjuvajra e consorte, deidades centrais do ciclo Guhyasamaja

Karmamudrā ("selo de ação", Tib. las-kyi phyag-rgya ) também chamado de "o círculo da mandala", é um yoga que envolve a união sexual com uma consorte física ou visualizada. Os tantras descrevem isso como incluindo penetração total (usando eufemismos como vajra e lótus para o pênis e a vagina). Por exemplo, o Tantra do Rosário Vajra, capítulo 14, versículo 8 afirma: "A união de vajra e lótus é conhecida como o ioga supremo".
Esta prática é encontrada na maioria dos principais Tantras Iogas Insuperáveis e em numerosos sistemas como os Seis Iogas de Naropa, Lamdre e Anuyoga. Nesta prática, primeiro se faz com que os ventos entrem no canal central como praticado em tummo e depois junta-se em união com um consorte (real ou imagético). Isso faz com que os ventos vitais entrem, permaneçam e se dissolvam no canal central simultaneamente, causando grande beatitude e as "quatro alegrias" que permitem acessar a consciência pura. Todas as tradições tibetanas concordam que praticantes leigos qualificados (incluindo ex-monges) podem usar consortes físicos como os mahasiddhas ("grandes adeptos") indianos faziam. Por exemplo, Atisa escreveu que "aquelas (consagrações) nas quais o chefe de família pode confiar incluem tudo o que é ensinado nos tantras". Existem diferentes posições sobre se os monges atuais podem se envolver na prática. O estudioso budista Tripitakamala sentiu que o objetivo geral do estado de Budeidade supera as preocupações com os votos monásticos.
Outras práticas de completude, como o ioga dos sonhos, envolvem o domínio do sonho lúcido e a prática da meditação nos sonhos. Enquanto isso, a transferência de consciência e os iogas do bardo são iogas feitas durante a morte e ajudam os iogues a navegar no processo de morrer.
Existem muitos sistemas de práticas de estágio de completude, extraídos de numerosos textos e comentários tântricos. Por exemplo, Jamgön Kongtrül em seu Tesouro do Conhecimento (Livro 8, Parte 3) descreve os sistemas de dois tantras "pais", o Guhyasamāja e Yamari, e sete tantras "mães": o Kalachakra, Hevajra, Cakrasaṃvara, Chatuhpitha, Mahamaya, Buddhakapala e Tara Yogini. Outros sistemas de estágio de completude, como os Seis Darmas de Naropa e os Seis Darmas de Niguma, não estão vinculados a uma escritura tântrica específica e, em vez disso, dependem de tradições orais que se baseiam em vários tantras. Existem também várias práticas de estágio de completude na tradição Nyingma, que são um pouco diferentes daquelas das escolas sarma e são encontradas na literatura Anuyoga e Dzogchen.

#### Exemplo de um sistema tantra pai:Guhyasamāja
Um exemplo de um influente sistema tantra pai é o do Guhyasamāja (Ajuntamento de Segredos). Tal é frequentemente apresentado em cinco estágios sequenciais de prática (derivados da tradição Arya Nagarjuna):
1. Recitação Vajra, ou isolamento de voz; que faz com que os ventos vitais entrem, permaneçam e se dissolvam no canal central. Esta prática envolve o uso do mantra Om Ah Hung e o uso de métodos de pranaiama. Isso é feito de três maneiras: meditando sobre a essência vital da luz na ponta do nariz do rosto; na essência vital indestrutível do chacra cardíaco; e na essência vital da substância no lugar secreto (chakra da região púbica).
2. Focalizar a mente, ou isolamento mental; A essência disso é a consciência pura de beatitude e vacuidade que se manifesta através da estabilização da essência vital depois que os ventos geradores de pensamento se dissolvem no canal central.
3. Autoconsagração, ou o corpo ilusório da verdade relativa; O estágio do corpo ilusório é descrito como sendo causado pela "mente-vento de clareza luminosa" e a beatitude que surge da dissolução dos ventos vitais na essência vital indestrutível no centro do chakra do coração. É experimentada como a mandala ilusória da deidade ou como ver a natureza ilusória do corpo/realidade. Existem quatro aspectos do cultivo do corpo-ilusório: ilusão no equilíbrio meditativo; ilusão no pós-equilíbrio; ilusão em sonhos; e ilusão no estado intermediário.
4. O estágio do despertar real, ou a claridade luminosa da verdade última; é "um caminho que traz a realização direta da vacuidade da grande felicidade inata" e sua principal função é "vencer as sementes das aflições emocionais, bem como seus ventos".
5. O estágio da consciência primitiva não-dual, ou a união das duas verdades; Esta é a união inseparável da grande bem-aventurança que realiza diretamente a natureza da realidade; e a infinidade de mandalas de consciência pristina.

#### Exemplo de um sistema tantra mãe:Cakrasaṃvara

Uma cruz vajra, ou "vajra duplo" (vishva vajra)

Um exemplo de um influente sistema de tantra materno de fase de completude é o do Cakrasaṃvara Tantra ("A ligação dos chakras"), que Kongtrül chama de "o próprio coração dos tantras maternos". Existem diferentes tradições praticadas deste tantra.
A de Ghantapa (também conhecido como Vajraghantapa) Cinco Estágios de Cakrasaṃvara tem as seguintes fases ióguicas:
- A etapa da autoconsagração, na qual se faz com que os ventos vitais entrem no canal central para manifestar a grande beatitude da essência vital nos quatro chacras. Consiste em dois aspectos:
  - Autoconsagração com sílaba-semente; A pessoa se imagina como a deidade e medita em uma pequena esfera vermelha no chacra do coração, imaginando que os ventos entram e se dissolvem ali. Segue-se então uma contemplação em que duas esferas emanam do coração e se instalam nos olhos. A pessoa então mantém a mente nessas duas esferas, com os olhos fechados ou olhando para a escuridão. Ela então aplica essa contemplação aos outros sentidos. Uma vez familiarizado com a prática, aplica-se sempre que experimenta qualquer objeto com os sentidos. Em seguida, acrescentam-se outros elementos a essa contemplação, como uma esfera azul em cima da vermelha, uma sílaba-semente, etc.
  - Autoconsagração sem sílaba-semente; A pessoa imagina-se como a deidade e imagina que há uma luz no interior oco do corpo, movendo-se para dentro e para fora, em sincronia com a respiração. Atinge um ponto na ponta do nariz e depois volta pelo corpo até atingir o ponto abaixo do umbigo, de onde preenche todo o corpo. Em seguida, pratica-se a respiração vajra, que sincroniza o ritmo da respiração com os sons de três sílabas. Este processo também é praticado direcionando a luz para os olhos, nariz, orelhas, língua e centro do coração.
- O estágio cruz vajra; De acordo com Kongtrül, esse estágio "interrompe o movimento comum dos ventos superiores e inferiores nos canais esquerdo e direito e atinge o ponto crucial no vai e vem dessa essência vital de grande beatitude". É composto por três aspectos:
  - Cruz vajra com sílaba-semente; A pessoa se imagina como a deidade em união com a consorte e foca em um tetraedro e vajra em seus lugares secretos (ou seja, órgão sexual), bem como em uma cruz vajra multicolorida acima da cabeça que irradia luz, atraindo todos os budas. Essa luz entra pela coroa da cabeça e desce até o lugar secreto, tornando-se uma esfera. Isso é feito com a técnica de respiração de vaso.
  - Cruz vajra com diferentes formas; Imagina-se a visualização de deidades em união com vajra no lugar secreto como antes, que agora irradia dois vajras, com sílaba e esfera, que se instalam nos olhos. Também se imaginam vajras nos ouvidos, nariz, língua e órgão sexual. Concentrar-se nisso leva à beatitude. Em seguida, foca-se em um vajra no umbigo enquanto se pratica o controle da respiração, e então o mesmo é praticado com os chacras do coração, da garganta e coronário.
  - Cruz vajra sem sílaba-semente; durante a qual se sincronizam diferentes visualizações com a respiração, como um disco solar na testa, um disco lunar acima do disco solar, cinco esferas coloridas acima do disco solar.
- A etapa de preenchimento da joia; que é a prática de gerar as quatro bem-aventuranças (alegrias) praticando com um selo e realizando várias visualizações e mantras que derretem a bodicita e a fazem fluir pelo canal central. Quatro selos são ensinados, Kongtrül os define assim: "O selo de juramento é a geração de alegria usando um selo de consciência pristina imaginado. Este selo serve de preliminar aos demais. O selo de ação, a geração de beatitude usando uma consciência real feminina, constitui a prática principal. O selo dos fenômenos, preservando a beatitude ao trazer à mente o que foi experimentado anteriormente, forma a prática conclusiva. O grande selo é a meditação sobre a realidade essencial depois que se praticou os outros selos."
- O estágio Jalandhara (também chamado manter a chama), visualiza-se cinco pequenas esferas de cores diferentes abaixo do umbigo e pratica-se a retenção da respiração em forma de vaso, imaginando os ventos vitais sendo absorvidos pelas esferas durante a retenção da respiração. Isso leva ao ardor do fogo interior (ou miragem como sinais). Então, ao praticar o controle da respiração, imagina-se que a luz das quatro esferas se reúne no canal central enquanto uma chama se eleva da esfera central. A chama sobe pelo canal, sai da testa e entra em todos os Budas. A pessoa imagina que a consciência pristina e as bênçãos de todos os budas entram em seu corpo junto com fogo e néctar.
- A fase do inconcebível; este é o estágio através do qual o estado de união é aperfeiçoado. Este quinto estágio consiste na meditação sobre a vacuidade com a bem-aventurança como sua precondição. Ela compreende dois aspectos:
  - Mente entrando na vacuidade; Todas as aparições de deidades e assim por diante são dissolvidas em luz e absorvidas em uma sílaba em um disco lunar. Foca-se nisso por algum tempo e então a dissolve no espaço. Então a pessoa permanece em contemplação espontânea, livre de todos os conceitos.
  - Vacuidade entrando na mente; Após a meditação anterior, a pessoa aparece instantaneamente como o corpo da deidade e sela essa aparência com a experiência anterior de vacuidade. Na pós-meditação, imagina-se todas as aparências externas manifestando-se como formas da deidade e como vazias. Também se pratica isso antes de dormir.

#### Completude no Nyingma
Kongtrül e Mipham dividem o estágio de completude nyingma em caminho do método (thabs lam) ou no caminho da liberação ('grol lam). No Nyingma, o caminho das práticas do método é conhecido como a prática da "porta superior" (steng sgo) do calor interior e a "porta inferior" ( 'og sgo) da prática com um consorte (como declarado no Tantra de Manifestação Mágica Oceânica). O objetivo desses iogas é manifestar a consciência pura que é a união da vacuidade e da beatitude.

Kongtrül descreve o "caminho dos métodos" do Estágio de Completude do Nyingma da seguinte forma:
"O primeiro é o método para realizar a consciência pristina inata de beatitude a partir do derretimento [da essência vital], bem-aventurança suprema e imutável. Compreende dois conjuntos de instruções esotéricas. Uma delas diz respeito à "porta superior", um método sequencial para despertar a consciência pristina inata por meio de técnicas de meditação relacionadas às quatro rodas-canais. A outra diz respeito à "porta inferior", um método de simultaneidade para eliciar a consciência imaculada inata por meio da união do "espaço" [do feminino] e do "segredo" [do masculino]."
O caminho da libertação pode se referir a casos extraordinários em que uma pessoa reconhece sua verdadeira natureza imediatamente durante a iniciação tântrica (como foi o caso do rei Indrabhuti). O caminho da libertação também se refere a métodos contemplativos para reconhecer diretamente a natureza da mente sem o uso de métodos como calor interior e assim por diante. De acordo com Kongtrül, no Anuyoga nyingma, existem três abordagens para isso, "as mentes de análise, o significado e as letras". Análise refere-se ao uso do raciocínio lógico para estabelecer a natureza das coisas, "significado" refere-se a contemplar a verdadeira natureza da realidade, sem usar pensamentos ou símbolos, e "letras" refere-se à meditação usando uma sílaba-semente ou mantra.
Mipham afirma que a ênfase do caminho da libertação é "estudo, contemplação e meditação excepcionais, que levam a uma visão decisiva da grande maṇḍala espontaneamente aperfeiçoada, na qual todos os fenômenos são primordialmente iluminados como sabedoria auto-ocorrente". Existem duas maneiras de conseguir isso de acordo com Mipham:
- O caminho instantâneo de indivíduos superdotados, "para quem realização e familiarização são simultâneas".
- O caminho gradual, no qual primeiro se estuda e contempla para resolver a visão, e depois se treina em meditação para desenvolver a força de absorção.

#### Mahamudra e Dzogchen

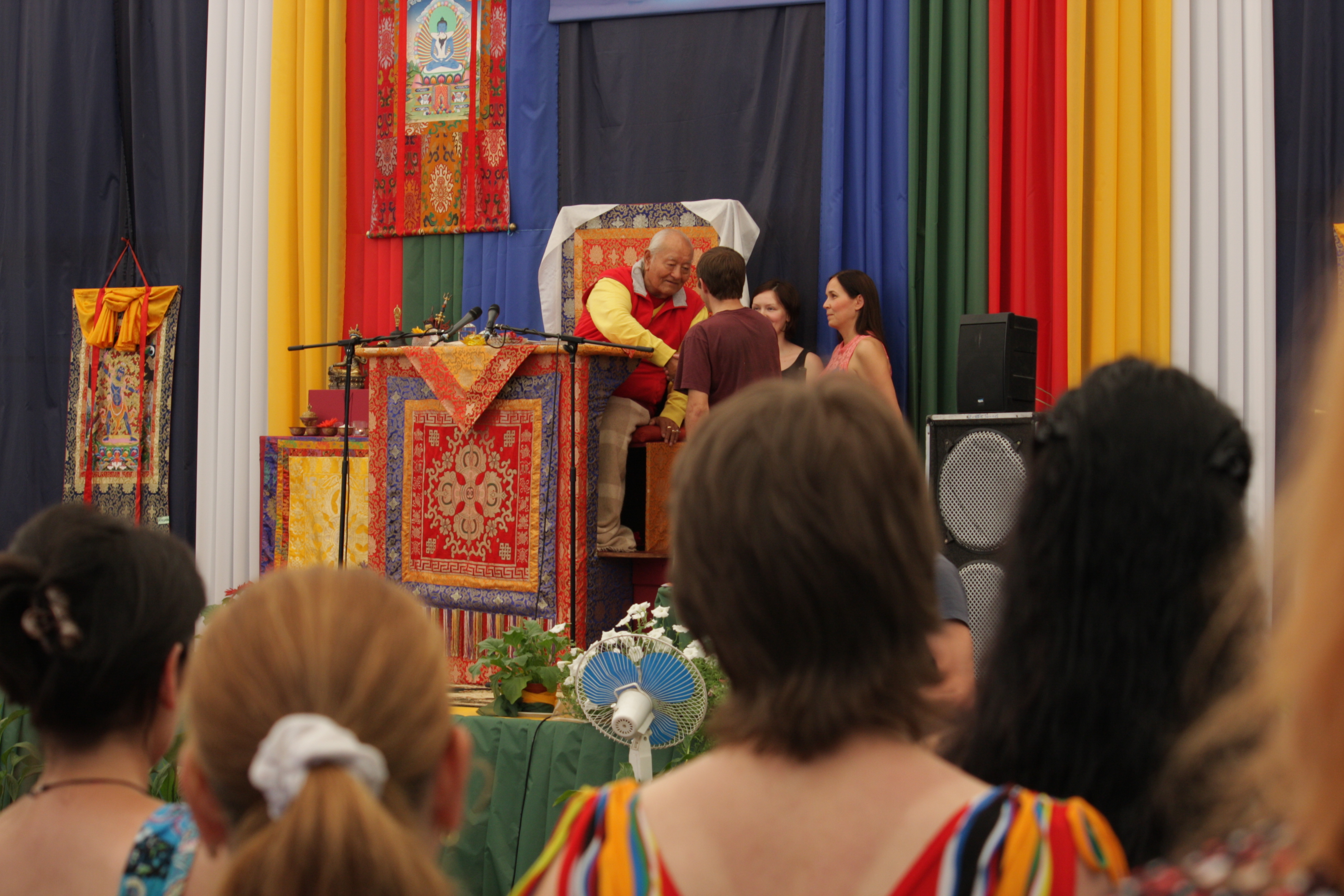
Mestre Dzogchen Chögyal Namkhai Norbu interagindo com os alunos

Mahāmudrā ("Grande Selo") e Dzogchen ("Grande Perfeição") são termos que às vezes são usados para se referir ao auge da prática do estágio de completude, e o estado que se almeja durante a prática de completude.
Mahāmudrā pode assim referir-se a um estágio ióguico praticado após a pessoa ter dominado sutilmente iogas corporais. De acordo com Kongtrül, este é um estágio em que o iogue "permanece em um estado de contemplação uniforme da consciência pristina do êxtase-vacuidade apenas". Isso faz com que os ventos se juntem levando a uma beatitude especial da essência vital derretida. Outro método refere-se a direcionar a essência vital para o canal central e o pensamento discursivo para a clareza luminosa, o que leva à "dimensão da consciência pristina não-dual do despertar".
No budismo tibetano, Mahāmudrā e Dzogchen também são às vezes considerados como transcendendo os dois estágios e como um caminho ou veículo separado (yana) em si mesmos. Nesse sentido, diz-se que esses iogas são métodos diretos para acessar a própria natureza da realidade, que é chamada de "a natureza da mente", Dharmakaya ou "o Grande Selo" nas linhagens Mahāmudrā, ou a "base" (gzhi) em linhagens Dzogchen. Diz-se que essas práticas não dependem de métodos de ioga de deidade, mas de instruções de apontamento direto de um mestre.[carece de fontes?]

Em Nyingma, o Dzogchen é um veículo separado (o veículo Atiyoga) e é visto como um método superior à prática tântrica dos dois estágios. Mipham afirma que este caminho não usa métodos que exijam esforço, como as práticas de energia sutil,
"Em vez disso, eles serão capazes de entrar nesse estado meramente pelo poder das instruções-chave do mestre e pela transferência de bênçãos. Em ambos os casos, esta é a fruição sagrada de todas as outras práticas do estágio de completude. Além disso, as instruções-chave do mestre permitem que a pessoa reconheça, direta e nuamente, que a natureza da própria mente é vazia, mas consciente, que é uma sabedoria auto-ocorrente, inatamente livre de construtos. Com esse reconhecimento, chega-se a um estado sem aceitar ou rejeitar e sem artifício ou fabricação."
Depois de ser apresentado à realidade última pelo mestre, a pessoa então treina de acordo com esse entendimento. O treinamento contínuo, por meio do descanso constante nesse estado sem artifícios, estabiliza a experiência da realidade última ao longo do tempo. Na prática, no entanto, a prática do Dzogchen também é frequentemente combinada com os dois estágios do ioga tântrico.
Da mesma forma, nas escolas Kagyu, Mahāmudrā às vezes também é visto como um caminho separado (conhecido como o veículo da auto-libertação, ou Sahajayana). No entanto, geralmente é praticado em conjunto como parte dos iogas tântricos (por exemplo, no método "Quíntuplo Mahāmudrā").
Em Sakya, Mahāmudrā é a culminação e o objetivo da prática dos dois estágios. Não é um veículo separado.
Em Gelug, Mahāmudrā também não é visto como um veículo separado, e geralmente é feito em conjunto com os iogas tântricos.[carece de fontes?]